# Dasylepis blackii
Espèce
Synonymes
- Pyramidocarpus blackii Oliv.[1]

Dasylepis blackii (Oliv.) Chipp est une espèce de plantes à fleurs dicotylédones de la famille des Achariaceae et du genre Dasylepis,.

## Étymologie
Son épithète spécifique blackii rend hommage au botaniste australien d'origine écossaise John McConnell Black (en).

## Description
C’est un arbre d’environ 10 à 12 m de haut avec une tige de 1 m de circonférence. Arbuste, il mesure 3 m de haut.
Son habitat écologique se trouve dans les forêts humides, de 200 à 870 m d’altitude. On le rencontre dans plusieurs pays d’Afrique tropicale.

## Synonymie
Les synonymes de cette espèce sont les suivants:

### Synonyme homotypique
- Pyramidocarpus blackii Oliv. (1867)

### Synonymes hétérotypiques
- Dasylepis assinensis A. Chev. ex Hutch. & Dalziel (1927)
- Dasylepis jansii Bamps (1964)